# Rada pro mezinárodní vztahy
Rada pro mezinárodní vztahy (CFR) (Anglicky: The Council on Foreign Relations) byla založena v USA v roce 1921.
Je neziskovou organizací složenou ze 4900 členů se sídlem v New Yorku a s další kanceláří ve Washingtonu, DC. Vydává think tank a specializuje se na americkou zahraniční politiku a mezinárodní vztahy. Její vedoucí členská základna je složena z politiků, více než tucet státních tajemníků, CIA ředitelů, bankéřů, právníků, profesorů a majitelů mediálních agentur.
CFR propaguje globalizaci, volný obchod, což snižuje finanční předpisy o nadnárodních korporacích a hospodářské konsolidaci do regionálních bloků, jako je NAFTA (Severoamerická dohoda o volném obchodu) nebo EU, a vyvíjí politické doporučení, které odrážejí tyto cíle.
Na shromáždění CFR se setkávají vládní úředníci, majitelé nadnárodních firem a prominentní členové inteligence / zahraniční politici - diskutují o mezinárodních otázkách. CFR publikuje bi-měsíčník pro zahraniční věci (bi-monthly journal Foreign Affairs), provozuje David Rockefeller Studies Program, který ovlivňuje zahraniční politiku prostřednictvím doporučení k prezidentské administrativě a diplomatického sboru, jak svědčit před Kongresem, komunikovat s médii a publikovat v otázkách zahraniční politiky.
Jak je uvedeno na internetových stránkách CFR: posláním je být „zdrojem pro své členy, vládní úředníky, obchodní manažery, novináře, pedagogy a studenty, občanské a náboženské vůdce, a další zainteresované občany, s cílem pomoci jim lépe pochopit světové dění“

## Členství
Existují dva typy členství:
1)Členy se mohou stát pouze občané USA (nativní narozený nebo naturalizovaný) s trvalým pobytem v USA, ve věku 30 až 36 let, členství trvá 5 let. Kandidát na životní členství, musí být nominován písemně jedním členem rady.
2)Firemní členství (250 celkem) se dělí na „Associates“, „Partnerství“ ($ 30,000 +), „prezidentský kruh“ ($ 60000 +) a „zakladatelé“ ($ 100,000 +).
Všichni firemní výkonní členové mají možnost slyšet významné osobnosti, jako jsou zámořští prezidenti a premiéři, předsedové, CEO nadnárodních korporací, úředníky v USA a Kongresman. Prezident a Prémioví členové mají také nárok na příspěvky, včetně účasti na malých soukromých večeřích, nebo mluvit s vysokými americkými úředníky a světovými vůdci.

## Politická iniciativa
CFR zahájila program v roce 2008 a je financována z grantu Robina nadace s názvem „Mezinárodní instituce a globální vládnutí“, který si klade za cíl identifikovat institucionální požadavky pro efektivní multilaterální spolupráci v 21. století.
CFR Maurice C. Greenberg Centrum pro Geoeconomic studia, autor Sebastian Mallaby se snaží podporovat lepší porozumění mezi tvůrci politik, akademických odborníků, a zájemců z řad veřejnosti o tom, jak ekonomické a politické síly vzájemně ovlivňují světové dění.
Centrum CFR pro preventivní akci (CPA) se snaží zabránit, zmírnit nebo vyřešit smrtící konflikty po celém světě a rozšířit soubor znalostí v oblasti předcházení konfliktům. Činí tak tím, že vytvoří fórum, ve kterém zástupci vlád, mezinárodních organizací, nevládních organizací, korporací a občanské společnosti mohou shromažďovat a rozvíjet operativní a včasná strategie pro prosazování míru v konkrétních konfliktních situacích.
Rada vydává pro zahraniční věci, „výtečný časopis o mezinárodních záležitostech a o zahraniční politice USA“. Rovněž zavádí nezávislé pracovní skupiny, které sdružují odborníky a odborné znalosti, aby spolupracovaly na vypracování zpráv, nabízí jak poznatky, tak politické požadavky o důležitých tématech zahraniční politiky. CFR sponzorovala více než padesát zpráv, včetně pracovní skupiny Independent o budoucnosti Severní Ameriky (zveřejněné zprávy č, 53, s názvem Budování severoamerického společenství, v květnu 2005.

## Mediální názory
V roce 2005, Inter Press Service News Agency popsal CFR jako „nejvlivnější zahraničně-politický think tank v zemi“.
Rada obdržela čtyřhvězdičkové hotely (z možných čtyř hvězd), z Charity Navigator ve fiskálním roce 2013, měřeno podle jejich analýzy finančních údajů Rady a „odpovědnosti a transparentnosti“.

## Kritika
Rada byla předmětem debat o svrchovanosti, jakož i předmětem mnoha konspiračních teorií.
To je dáno především k počtu vysoce postavených vládních úředníků (spolu se světovými obchodními vůdci a významnými mediálními osobnostmi) v jeho členství. John Birch Society tvrdí, že CFR je „Vinen ze spiknutí vybudovat jednu světovou vládu ...(NWO)“. W. Cleon Skousen je hlasitým odpůrcem CFR.

## Česká pobočka
Česká pobočka byla podle své webstránky založena roku 1994.

### Knihy
- Schulzinger, Robert D. (1984). Mudrce zahraničních věcí. New York:. Columbia University Press ISBN 0-231-05528-5.
- Wala, Michael (1994). Rada pro zahraniční vztahy a americkou zahraniční politiku v rané studené válce. Providence, RI:. Berghann Books ISBN 1-57181-003-X.
- Inderjeet Parmar (2004), think tanks a síla v zahraniční politice: srovnávací studie role a vlivu Council on Foreign Relations a Královského institutu pro mezinárodní záležitosti, 1939-1945. Palgrave.

### Články
- Kassenaar, Lisa "Wall Street Nová cena: Park Avenue Club House With pohled na svět". [1] [2] Bloomberg [. Profil Radě a jejích nových členů] dne 15. prosince 2005.
- Sanger, David E. " Iran's Leader Relishes 2nd Chance to Make Waves". The New York Times 21. září 2006.